# Zoologia dos vertebrados
A zoologia dos vertebrados é a disciplina biológica que consiste no estudo de animais vertebrados, ou seja, animais com espinha dorsal. A disciplina está organizada em cinco divisões:  peixes,  anfíbios, répteis,  pássaros e  mamíferos. A Universidade da Califórnia, Berkeley, possui uma seção de Zoologia de Vertebrados, onde uma pesquisa foi realizada.
Os campos de pesquisa cobertos pelas publicações de zoologia dos vertebrados são taxonomia, morfologia, anatomia, filogenia  (Molecular e com base em morfologia), biogeografia histórica, e paleontologia de vertebrados.

## Subdivisões
Essa subdivisão de zoologia tem muitas subdivisões adicionais, incluindo:
Ictiologia - o estudo dos peixes.
Mammalogia - o estudo de mamíferos.
Chiropterologia - o estudo dos morcegos.
Primatologia - o estudo de primatas.
Ornitologia - o estudo dos pássaros.
Herpetologia - o estudo de répteis.
Batracologia - o estudo de anfíbios.
Essas divisões são algumas vezes divididas em especialidades mais específicas.